# 순천향교소장 강남악부
순천향교소장 강남악부는 대한민국 전라남도 순천시 금곡동, 순천향교에 있다. 2014년 1월 14일 순천시의 향토유적 제4호로 지정되었다.

## 개요
1784년(정조 8) 조현범이 《해동악부》의 체를 모방하여 전라남도 순천에서 생긴 특기할 만한 사적을 모은 책이다.

## 같이 보기
- 순천향교